# (72677) 2001 FA60
(72677) 2001 FA60 – planetoida z pasa głównego asteroid okrążająca Słońce w ciągu 3,76 lat w średniej odległości 2,42 j.a. Odkryta 19 marca 2001 roku.